# 峦庄镇
峦庄镇，是中华人民共和国陕西省商洛市丹凤县下辖的一个乡镇级行政单位。
2015年，陕西省民政厅批复同意撤销桃坪镇，并入峦庄镇。

## 行政区划
峦庄镇下辖以下地区：
街坊村、河口村、马峡村、四家村、元潭村、卧羊村、西楼村、中南村、马家坪村、汪家沟村、桃坪村、双坪村、中坪村、街坪村、双峰村、银坪村和金湾村。